# 矮矛耙麗魚
矮矛耙麗魚，為輻鰭魚綱鱸形目隆頭魚亞目慈鯛科的其中一種，分布於非洲幾內亞Kolenté河至賴比瑞亞聖保羅河、聖約翰河流域，體長可達12.5公分，棲息在中底層水域，生活習性不明。
种加名 humilis 意为“矮的”。